# Nordamerikanische Fransenfledermaus
Die Nordamerikanische Fransenfledermaus (Myotis thysanodes) ist eine Fledermausart aus der Familie der Glattnasen (Vespertilionidae), welche in Nordamerika beheimatet ist.

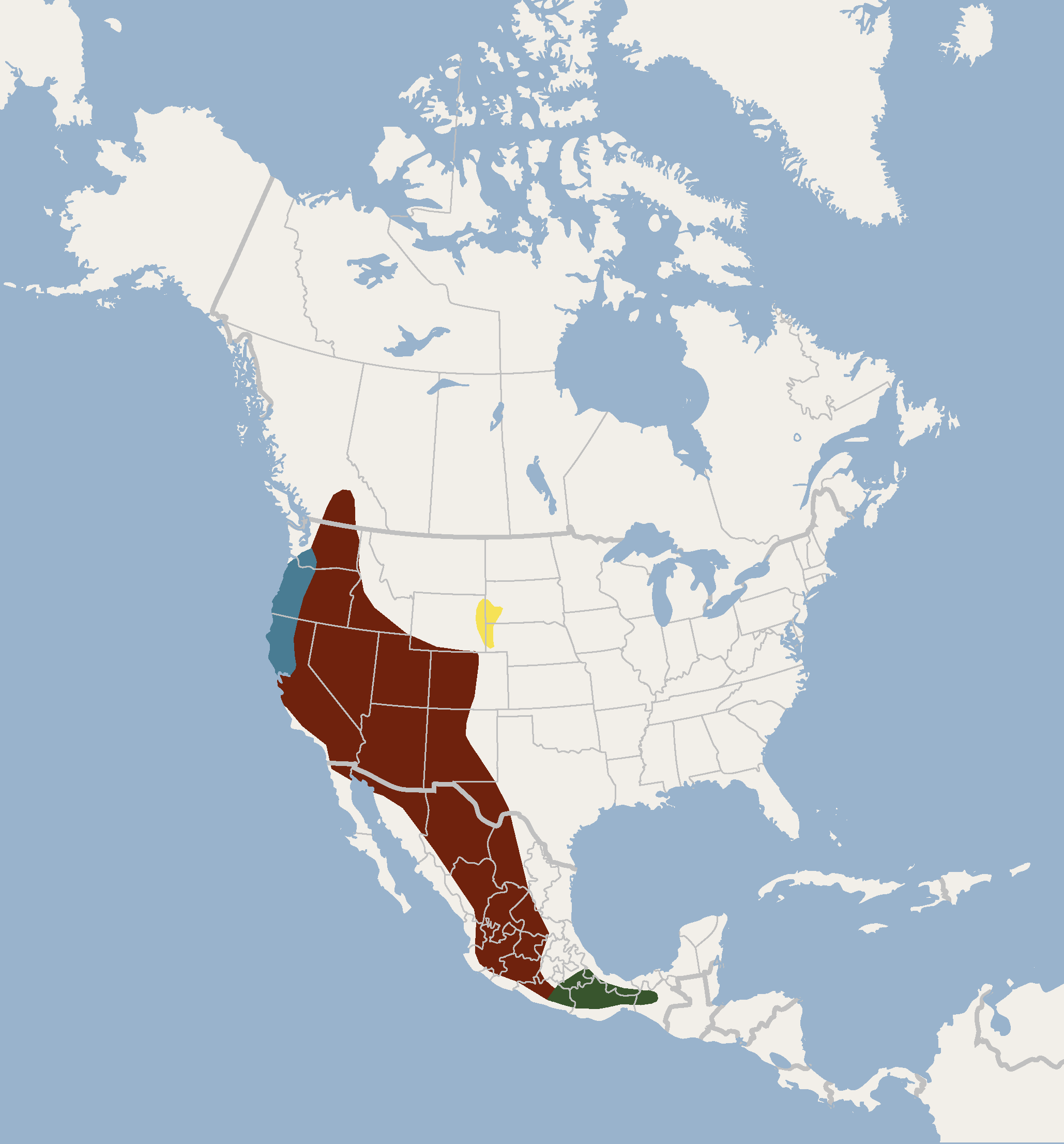
Verbreitung der Nordamerikanischen Fransenfledermaus mit farblich abgesetzten Unterarten

## Beschreibung
Die Nordamerikanische Fransenfledermaus gehört zu den langohrigen Mausohren und besitzt als einzige Art dieser Gattung eine Reihe stoppeliger Haare am Rand der Schwanzflughaut. Die Art sieht dem Nördlichen Langohr-Mausohr (Myotis evotis|M. evotis) ähnlich, ist jedoch etwas größer als diese. Die Kopf-Rumpf-Länge beträgt 43–59 mm, der Schwanz ist 34–45 mm lang und die Unterarmlänge beträgt 40–47 mm, wobei die Weibchen etwas größer sind als die Männchen (Sexualdimorphismus). Das Fell ist gelblich braun bis olive-braun, wobei der Bauch nur leicht heller ist als der Rücken. Die nördlichen Populationen scheinen etwas dunkler zu sein als die südlichen.

## Lebensweise
Die Nordamerikanische Fransenfledermaus ist wie die meisten Fledermäuse nachtaktiv und ernährt sich von Insekten, wobei Käfer bevorzugt werden. Dabei fliegen die Fledermäuse relativ langsam und agil meist an Waldrändern auf Futtersuche. Die gemessene Fluggeschwindigkeit beträgt dabei etwa 14 km/h. Den Tag verbringen die Tiere in Höhlen, Minen und Gebäuden, wobei sie auch die Nacht hindurch zwischen den Futtersuchflügen in diese Verstecke zurückkehren. Die Art gehört zu den migrierenden Fledermausarten Nordamerikas. Im Winter wandern die Tiere dabei in die südlicheren Regionen ihres Verbreitungsgebiets und halten dort zwischen September und April Winterschlaf.

## Fortpflanzung
Die Nordamerikanische Fransenfledermaus paart sich im Herbst. Die Weibchen lagern die Spermien durch den Winter hindurch ein; der Eisprung und die anschließende Befruchtung der Eizelle findet nach dem Winterschlaf im April oder Mai statt. Nach einer Tragezeit von 50 bis 60 Tagen gebären die Weibchen jeweils ein einzelnes Jungtier. Dabei sind die Neugeborenen bereits halb so groß wie die ausgewachsenen Tiere. Die Augen sind offen, die Hautfarbe pink bis zu einem Alter von etwa einer Woche, in der sich die Pigmentierung entwickelt. Die Kinderstube befindet sich abgegrenzt vom Hangplatz der ausgewachsenen Tiere. Es wurde beobachtet, wie die Muttertiere regelmäßig zu ihrem Jungen fliegen, es säugen und sich danach wieder zu den anderen Weibchen hängen. Jungtiere, die herunterfallen, werden von den ausgewachsenen Tieren angeflogen, so dass sich das Junge an den Zitzen festsaugen und zum Hangplatz zurückgeflogen werden kann. Nach 16 Tagen unternehmen die Jungen die ersten eigenständigen Flugversuche, und nach 21 Tagen sind sie äußerlich ohne nähere Betrachtung nicht von ausgewachsenen Tieren zu unterscheiden.

## Verbreitung und Lebensraum
Die Nordamerikanische Fransenfledermaus kommt in den Vereinigten Staaten von der Westküste bis nach Nebraska, South Dakota und Texas im Osten, sowie in Mexiko und im südlichen British Columbia (Kanada) vor. Die Art bevorzugt dabei eine Vielzahl von Landschaftstypen, die von wüstenartigen Regionen bis zu Tannen-Kiefern-Wäldern reichen, häufig ist sie auch in Wäldern mit Eichen- und Pinyon-Kiefern-Verbänden anzutreffen. Ihr Bestand wird von der IUCN als ungefährdet eingestuft. 